# معز التومي
معز التومي هو ممثل تونسي مثل في عدة مسلسلات ومسرحيات وأفلام ومن أهمها من أجل عيون كاترين.

## أعماله

### السينما
- 2008 :
  - أغنية العرايس لكارين ألبو.
  - المشروع (فيلم قصير) لمحمد علي النهدي.
- 2010 : الحي لكيم نجوين بدور جندي سكران.

### التلفاز

#### المسلسلات
- 2006 : الليالي البيض لالحبيب المسلماني بدور نادر.
- 2008 : بين الثنايا للحبيب المسلماني بدور طارق.
- 2008-2012 : مكتوب لسامي الفهري بدور المحامي هشام.
- 2010 : من أيام مليحة لعبد القادر الجربي وعبد القادر بلحاج نصر بدور مصطفى.
- 2011 :
  - نجوم الليل (الموسم 3) لمديح بالعيد وسوسن الجمني ومهدي نصرة.
  - الأستاذة ملاك لعلي اللواتي وفرج سلامة بدور منوّر.
- 2012 :
  - دار الوزير لصلاح الدين الصيد ويونس الفارحي وسامية عمامي بدور الأخضر.
  - من أجل عيون كاترين لحمادي عرافة ورفيقة بوجدي بدور منصف.
- 2015 : ناعورة الهوا لرياض السمعلي ونازلي فريال القلال وسناء البوعزيزي ومروة بن جميع ومديح بالعيد بدور باديس.
- 2019 :
  - مشاعر (الموسم 1) لمحمد چوك بدور أحد موظفي الطاهر يحيى.
  - قسمة وخيان لسامي الفهري وكريم الغربي وبسام الحمراوي بدور صالح.

#### البرامج
- 2012-2013 : الصندوق على قناة نسمة كمقدم البرنامج.
- 2014 : ذوقنا (ضيف الحلقة 12) على قناة تلفزة تي في.
- 2015 :
  - الطيارة على التاسعة تي في.
- 2015 - 2016 : ديو المشاهير على إم تي في اللبنانية.

### برامج إذاعية
- 2013 : عزوزة شو على راديو إ أف أم كمنشط إذاعي.
- 2014 : كافي شانطة على راديو إ أف أم كمنشط إذاعي.

### المسرح
- 2004 : موت بكرامة، كتب النص بالعربية التونسية بناء على مسرحية موت بائع متجول للآرثر ميلر وقام بإخراجها مسرحيا محمد إدريس ونيل فليكمان.
- 2005 : المتشعبطون، إخراج محمد إدريس.
- 2007 : عطيل، أو نجمة في النهار، إخراج محمد إدريس.
- 2009 : رغبة، إخراج الشاذلي العرفاوي، بناء على مسرحية عربة اسمها الرغبة لتينيسي وليامز.
- 2009 : حب ستوري، إخراج لطفي عاشور.
- 2010 :
  - البراني على برا، تمثيل رياض النهدي، نص وإخراج معز التومي.
- 2012 : فركة صابون، نص وإخراج معز التومي.
- 2018 : فركة صابون (الطلية الثانية).
- بيرانديلو، لفرانشيسكو شينسي.

## وصلات خارجية
- معز التومي على موقع IMDb (الإنجليزية)
- معز التومي على موقع قاعدة بيانات الأفلام العربية
- معز التومي على موقع كينوبويسك (الروسية)
- معز التومي في قاعدة بيانات الأفلام على الإنترنت